# Гвоздово
Гвоздово, още Гювезна или Гивезна (на гръцки: Άσσηρος, Асирос, до 1926 година Γιουβέσνα, Гювесна), е село в Гърция, дем Лъгадина, област Централна Македония. В Гвоздово има архиерейско наместничество на Лъгадинската, Литийска и Рендинска епархия на Църквата на Гърция.

## География
Селото е разположено в северозападната част на Лъгадинското поле, на 22 километра северно от Солун. Селото има седем махали – Като (Долна), Пано (Горна), Пера, Училищна или Турска, Неаполи, Саракацанейка (Каракачанска) и Мадзирия (Бежанска). Старата църква е посветена на свети пророк Илия, а новата, чийто строеж започва в 1990 година – на свети Константин и Елена.

## История
Името на Гювезна означава на турски тъмночервена земя. Българското име Гвоздово се пази в гръцката форма Гвос преди да бъде изместено от турското Гювезна.

### В Османската империя
Според данни на местната администрация църквата „Свети Илия“ е от 1810 година, но антроположката Анастасия Каракасиду, автор на монография за историята на селото, позовавайки се на сведенията от френския пътешественик Еспри-Мари Кузинери, смята, че по това време селището е предимно мюсюлманско. Тя отнася по-значителното заселване на християни към средата на XIX век, когато Гвоздово се превръща в малко градче, една от двете спирки за нощуване на пътуващите между Сяр и Солун кервани. Сред заселниците има значителен брой гърци или елинизирани власи от Трикала.
В „Етнография на вилаетите Адрианопол, Монастир и Салоника“, издадена в Константинопол в 1878 година и отразяваща статистиката на населението от 1873 г., Гвоздово (Yvozdovo) е посочено като село с 80 домакинства и 378 жители гърци. Александър Синве („Les Grecs de l’Empire Ottoman. Etude Statistique et Ethnographique“), който се основава на гръцки данни, в 1878 година пише, че в Гуведзия (Guvetzia) живеят 480 гърци.
„Вървѣхме полегичка изъ лошия пѫть нагорѣ и въ петь часа сутриньта стигнахме до Хайватово, отдѣто нататъкъ до езерото Лангаза се простира една плодородна долина, която прѣминахме бързо до селото Гювешне. Оттука нататъкъ пѫтьтъ пакъ се изкачва по възвишеность. Наблизо и надалече се виждаха много села и вѣтърни мелници. Никѫдѣ не се съглеждаше гора, но страната е много добрѣ обработена. Жителитѣ сѫ българи и въ нѣкой мѣста сѫ погърчени, а освѣнъ това тукъ-тамѣ се виждаха и минарета, което показваше, че тукъ и турския елементъ е застѫпенъ, па даже нѣкѫдѣ и прѣобладающъ.“
В 1900 година според Васил Кънчов („Македония. Етнография и статистика“) в Гювезна (Гвоздово) живеят 360 турци и 500 гърци.
| „ | Селата Балджа, Дреми Глав и Гивезна (Гвоздово) са български, окончателно погръчени. В Балджа има още старци, които знаят български, но новото поколение не знае. И тук както и в Халкидика се пеят още български песни... В Балджа и в Гювезна е имало преселени по няколко гръцки къщи още през XVIII в., които помогнали за погръчаньето им. | “ |

По данни на секретаря на Българската екзархия Димитър Мишев („La Macédoine et sa Population Chrétienne“) в 1905 година в Гювезна (Guiovezna) има 650 жители гърци и в селото функционира гръцко училище. Според Каракасиду в Гвоздово преди 1912 година живеят и „славяноезични“. По време на действието на гръцката въоръжена пропаганда в Македония Гвоздово е база на гръцките чети, като в него намират убежище бежанци от пробългарски села, като Айватово.

### В Гърция
В 1912 година по време на Балканската война в селото влизат български части. Селото е посещавано от гръцки андарти и агитатори, които карат селяните да не се подчиняват на българската власт.
След Междусъюзническата война в 1913 година селото остава в Гърция. Боривое Милоевич пише в 1921 година („Южна Македония“), че Джувезна (Ђувезна) има 60 къщи погърчени славяни.
През 1926 година името на селото е сменено на Асирос. През 20-те години в него са заселени гърци бежанци, главно от Източна Тракия, като социалното разделение между тях и заварените жители се запазва до края на XX век. В 1928 година Гвоздово е представено като смесено местно-бежанско село с 32 бежански семейства и 141 жители бежанци.
По време на Втората световна война селото е окупирано от Германия на 21 юли 1941 година, като значителна част от населението, организирана от Националната младежка организация, посреща приятелски германците. Гвоздово става част от германската окупационна зона около Солун, като непосредствено на север от него започва българската окупационна зона.
По време на окупацията Гвоздово става сцена на отделни сблъсъци между враждуващите съпротивителни организации Народоосвободителен фронт и Общогръцка освободителна организация, в която се включват повечето местни участници в съпротивата. От септември 1944 година до Договора от Варкиза в началото на 1945 година селото е под контрола на прокомунистическия Народоосвободителен фронт.
По време на Гражданската война (1946 – 1949) Гвоздово твърдо поддържа десницата. В селото е създадена организация на проправителствените паравоенни сили, чиито въоръжени патрули продължават да действат дълго след края на войната и дори няколко години след официалното им разпускане през 1974 година.
След Втората световна война селското стопанство в Гвоздово претърпява бърза модернизация, като земеделските стопанства са укрупнени и традиционното пасищно животновъдство е изместено от интензивното производство на пшеница. В средата на века голям брой жители напускат селото, заминавайки главно за Солун и за Австралия. От края на 70-те години в района са изградени множество малки и средни промишлени предприятия, като в края на XX век едва десетина семейства в Гвоздово се занимават със земеделие.

## Личности
Родени в Гвоздово
- Фотиос Давас (Φώτιος Ντάβας), гръцки андартски деец, четник[24]
- Христос Цулис (Χρήστος Τσούλης), гръцки андартски деец, четник, арестуван е след сражение с турска войска и лежи в затвора до 1908 година[24]